# Mucidosphaerium
Mucidosphaerium, rod zelenih alga iz porodice Chlorellaceae. Postoje četiri priznate vrste. Tipična je slatkovodna alga M. palustre

## Vrste
1. Mucidosphaerium palustre C.Bock, Proschold & Krienitz - tipična
2. Mucidosphaerium planctonicum C.Bock, Proschold & Krienitz
3. Mucidosphaerium pulchellum (H.C.Wood) C.Bock, Proschold & Krienitz
4. Mucidosphaerium sphagnale (Hindak) C.Bock, Proschold & Krienitz